# Makirapurperspreeuw
De makirapurperspreeuw (Aplonis dichroa) is een vogelsoort uit de familie Sturnidae.

## Verspreiding en leefgebied
Deze soort komt voor op het eiland San Cristóbal van de Solomonseilanden.